# Marian Grześczyk
Marian Grześczyk (ur. w 1909, zm. 22 kwietnia 1999 w Ostrowie Wielkopolskim) – harcmistrz, działacz społeczny i kulturalny, plastyk.

## Życiorys
Z jego inicjatywy powołano w listopadzie 1939 roku w Ostrowie Wielkopolskim Tajną Organizację Wojskową. Do pierwszych aresztowań jej członków doszło w sierpniu 1940. Uwięziony, przeszedł przez niemiecki obóz koncentracyjny. 
Działacz społeczny i kulturalny, instruktor harcerski (był komendantem Hufca ZHP w Ostrowie Wielkopolskim w okresie listopad 1947 – wrzesień 1949), współorganizator szkoleń i obozów harcerskich.
Był organizatorem Koła Miłośników Sceny, szkolnych zespołów „Żywego Słowa” oraz Teatru Małych Form. Aktywista PTTK w Ostrowie. W 1948 r. był wraz z Albinem Kołodziejczykiem opiekunem Klubu Sportowego „ZRYW” w Technikum Kolejowym w Ostrowie. 
Z zamiłowania plastyk, twórca dzieł w różnych technikach (rysunek, pastele, linoryt, rzeźba). Uczestnik konkursów i wystaw twórczości plastycznej w kraju i za granicą.
W 1995 r. otrzymał tytuł Honorowego Obywatela Miasta Ostrowa Wielkopolskiego. 22 sierpnia 2006 roku, Rada Miasta Ostrów Wielkopolski nadała jednej z nowo powstałych ulic nazwę ulica Mariana Grześczyka.